# Zell, Kärnten
Zell (slovenska: Sele) är en kommun i Österrike. Den ligger i distriktet Klagenfurt-Land i förbundslandet Kärnten, i den södra delen av landet, 250 km sydväst om huvudstaden Wien. Kommunens administrativa huvudort är Zell-Pfarre. Den gränsar i söder till Slovenien. 
89 procent av befolkningen i kommunen hade vid folkräkningen 2001 slovenska som huvudspråk, endast 9 procent hade tyska.
Kommunen består av sju orter (Ortschaften) (inom parentes invånarantal 1 januari 2024):
- Zell-Freibach (140)
- Zell-Homölisch (18)
- Zell-Koschuta (0)
- Zell-Mitterwinkel (67)
- Zell-Oberwinkel (64)
- Zell-Pfarre (194)
- Zell-Schaida (101)